# Karl Rahner
Karl Josef Erich Rahner (ur. 5 marca 1904 we Fryburgu Bryzgowijskim, zm. 30 marca 1984 w Innsbrucku) – niemiecki teolog i duchowny katolicki, jezuita.
Rahner był twórcą „antropologii teologicznej” oraz koncepcji anonimowego chrześcijaństwa, w której czerpał inspirację z egzystencjalizmu oraz myśli Tomasza z Akwinu. Przez wielu uważany za twórcę mającego największy wpływ na teologię Soboru Watykańskiego II, był również źródłem inspiracji dla Jana Pawła II oraz wczesnego Josepha Ratzingera, później Benedykta XVI.

## Życie
Syn Luise Trescher (1875–1976) i profesora gimnazjum Karla (1868–1934), jako czwarte z siedmiorga dzieci.  Wkrótce po maturze, w ślad za swoim bratem Hugonem, 20 kwietnia 1922 wstąpił do zakonu jezuitów. Nowicjat odbył w Tisis. Studia filozoficzno-teologiczne odbywał w Tusis, Feldkirch, Pullach, Valkenburgu w Holandii, Sankt Andrä, Fryburgu Bryzgowijskim i Innsbrucku. W 1922 roku rozpoczął czteroletnie studia filozoficzne. Ich skutkiem była napisana w 1928 roku wraz ze starszym bratem, Hugonem również  Jezuitą, książka, zadedykowana i wysłana w prezencie ich ojcu 374 stronicowa książką zawierająca kilkanaście tekstów na różny temat. Pierwsze śluby złożył 27 kwietnia 1924 roku. W trakcie studium filozoficznego w Pullach dzięki profesorowi Berhardowi Jansenowi zaznajomił się z transcendentalizmem tomistycznym jezuickiego filozofa Josepha Maréchala oraz myślą Immanuela Kanta i Martina Heideggera. W tym też czasie zapoznał się z myślą antycznych pisarzy chrześcijańskich, co zaowocowało wieloma publikacjami im poświęconym. W latach 1925–1929 uczył młodszych seminarzystów łaciny i greki.  
Od 1929 rozpoczął studia teologiczne w Holandii, gdzie uczestniczył w zajęciach prowadzonych przez wybitnego ekumenistę i późniejszego kardynała Augustina Beę. W tym też okresie poznał późniejszych wybitnych teologów i filozofów katolickich: Alfreda Delpa, Gustava Sievertha, Eugena Seitericha, Johannesa Lotza, Berharda Welte. Święcenia kapłańskie przyjął w 26 lipca 1932 w Monachium z rąk kardynała Michaela von Faulhabera. Studia teologiczne ukończył w Lavannataal w 1933, po czym udał się na końcowy etap tercjarskiej formacji jezuickiej - scholla affectus (szkoła uczuć) - do Sankt Andrä.  
W 1934 powrócił do Fryburga w celu doktoryzowania się pod kierunkiem Martina Honeckera Wtedy też uczestniczył w wykładach Martina Heideggera,  który wywarł na niego istotny wpływ. Dysertacja, traktująca o teorii poznania u Tomasza z Akwinu, była efektem dwóch lat pracy, ale nie została zaakceptowana przez promotora, który uznał, że jej autor nie zasłużył na tytuł doktorski - zarzutem było odejście od klasycznej, literalnej interpretacji Akwinaty i zbyt duże wpływy Heideggera. Później, w 1939, została ona wydana drukiem pod tytułem Geist in der Welt i spotkała się z dużym uznaniem. 
Po pierwszym niepowodzeniu władze zakonne wysłały go do Innsbrucka, gdzie zaczął pracę nad doktoratem zatytułowanym: E latere Christi. Der Ursprung der Kirche als Zweiter Eva aus der Seite Christi des Zweiten Adam, za którą uzyskał ów stopnień naukowy w grudniu 1936. Habilitację przyznano mu już w lipcu następnego roku na podstawie prac opublikowanych w ostatnich pięciu latach. W Innsbrucku prowadził wykłady z na wydziale dogmatyki, a w Salzburgu serię wykładów z filozofii religii.1 lipca 1937 roku został mianowany docentem i rozpoczął wykłady o łasce w Innsbrucku i wówczas naszkicował swoje główne koncepcje teologiczne.
Po zamknięciu wydziału teologicznego przez narodowych socjalistów schronił się w Wiedniu, gdzie w 1939 otrzymał pierwsze stanowisko naukowe. W latach 1944–1945 pracował jako duszpasterz licznych wiejskich parafii w Dolnej Bawarii. W latach 1945–1948 był docentem dogmatyki w wyższej szkole zakonnej w Pullach, a w latach 1948–1949 profesorem zwyczajnym dogmatyki i historii dogmatów w Innsbrucku. Tu rozpoczął się najbardziej twórczy okres jego życia. W 1963 powołany został przez Jana XXIII na teologa II soboru watykańskiego, w którego przygotowaniu odegrał istotną rolę. Był również osobistym ekspertem kardynała Franza Königa. W 1964 objął katedrę chrześcijańskiej wizji świata na Uniwersytecie Ludwika i Maksymiliana w Monachium. Od 1967 aż do emerytury (w 1971) miał stanowisko profesora dogmatyki i historii dogmatów na Westfalskim Uniwersytecie Wilhelma w Münsterze. W 1969 był jednym z trzydziestu teologów mianowanych przez Pawła VI do przetworzenia teologicznego dorobku Soboru. W 1971 został profesorem honorowym Wyższej Szkoły Filozoficznej w Monachium za osiągnięcia w zakresie badań z pogranicza teologii i filozofii. Otrzymał 15 doktoratów honoris causa. W 1970 otrzymał Pour le Mérite za Naukę i Sztukę. W 1981 przeniósł się do Innsbrucku, gdzie zmarł trzy lata później. Pochowany został 4 kwietnia w krypcie kościoła jezuitów.
Brał udział w licznych inicjatywach wydawniczych, z których największą było wydanie Lexikon für Theologie und Kirche w latach 1957–1965.

## Myśl
Karl Rahner był jednym z najbardziej wpływowych teologów XX wieku, który znacząco wpłynął na II sobór watykański. Próbował – podobnie jak Yves Congar, Joseph Ratzinger i Henri de Lubac – aktualne ludzkie doświadczenie oraz myśl połączyć z wiarą chrześcijańską. 16 tomów jego Schriften zur Theologie (1954–1984) stanęło u podstaw nowego kierunku Kościoła katolickiego.
Źródłem jego myśli był tomizm, kantyzm, fenomenologia oraz egzystencjalizm. Podczas pierwszych lat w seminarium studiował prace Imannuela Kanta i Josepha Maréchala, na równi z pracami wielkiego średniowiecznego teologa Tomasza z Akwinu. W swoich pracach próbował połączyć to co najlepsze z myślenia przeszłości z myśleniem współczesnym. Szczególnie cenna jest jego koncepcja anonimowego chrześcijaństwa.

## Krytyka
Jego myśl spotyka się z krytyką pochodzącą z kręgów pragnących powrotu do przedsoborowej praktyki oraz myśli neoscholastycznej.
Zarzutem skierowanym w stronę Rahnera jest także jego sprzeciw wobec encykliki Humanae Vitae z 1968 roku. W artykule zamieszczonym w jezuickim organie prasowym "Stimmen der Zeit" pod tytułem <Zur Enzyklika „Humane vitae">, zarzucał on encyklice niejasne sformułowania, oraz zbyt konserwatywny wydźwięk, zwłaszcza w zakresie moralnej oceny antykoncepcji hormonalnej. Opowiadał się także za zmiennością nauczania wyrażonego w Magisterium i wzywał papieża Pawła VI do odwołania encykliki.

## Główne dzieła
Opublikował łącznie ponad 4000 prac, w tym:
- Mały słownik teologiczny (wraz z Herbertem Vorgrimlerem)
- Schriften zur Theologie, t. I-XVI, Einsiedeln 1958 i nn.
- Sämtliche Werke, red. K. Lehmann, J.B. Metz, K.H. Neufeld, A. Raffelt, H. Vorgrimler, 1995-2018; 32 tomy.[4] Lista wszystkich tomów dostępna na stronie wydawnictwa Herder.
- Grundkurs des Glaubens. Einführung in den Begriff des Christentums, Freiburg 1976 (tłum. pol. Podstawowy wykład wiary)
- Strukturwandel der Kirche als Aufgabe und Chance, Freiburg 1989
- Lexikon für Theologie und Kirche (redaktor i autor licznych haseł).